# Ruda (dopływ Usoży)
Ruda (ros. Руда) – rzeka na południowym zachodzie europejskiej części Rosji w obwodzie kurskim (w rejonach konyszowskim i fatieżskim), lewy i najważniejszy dopływ Usoży o długości 26 km (z czego 24 km w rejonie fatieżskim).
Rzeka wypływa ze źródeł na Wyżynie Środkoworosyjskiej w rejonie konyszowskim (wieś (ros. деревня, trb. dieriewnia) Łukjanczikowo), a uchodzi do Usoży w rejonie fatieżskim (wieś (ros. деревня, trb. dieriewnia) Portina).
Główne dopływy Rudy to: ruczaj Oriechowskij, Griaznaja Rudka, Nikowiec i Żurawczik, a głównymi miejscowościami przy jej nurcie są historyczne wsie w sielsowiecie sołdatskim rejonu fatieżskiego: 1-je Gniezdiłowo, 2-je Gniezdiłowo i Szuklino.